# Luzonjuveltrast
Luzonjuveltrast (Erythropitta  kochi) är en fågel i familjen juveltrastar inom ordningen tättingar.

## Utseende och läte
Luzonjuveltrasten är en medelstor knubbig tätting med långa ben och kort stjärt. Den är brun på rygg och kroppsidor, röd på buken och blå på bröst, stjärt och vingkanter. Vidare syns rostrött i nacken, ett mörkt ansikte med ljust mustaschstreck samt en ljus line bakom ögat. Arten är mycket lik filippinjuveltrasten, men förekommer vanligen på högre höjd och urskiljs genom brun snarare än grön rygg samt mustaschstrecket i ansiktet. Sången består av en utdragen sorgsam ton som följs av flera kortare.

## Utbredning och systematik
Fågeln förekommer i bergstrakter på norra Luzon i norra Filippinerna. Den behandlas som monotypisk, det vill säga att den inte delas in i några underarter.

## Levnadssätt
Luzonjuveltrasten hittas i lägre bergsskogar. Den hittas på marken eller i undervegetationen, helst med inslag av mossa och ormbunkar utmed en brant sluttning. 

## Status och hot
Arten har ett stort utbredningsområde, men tros minska i antal, dock inte tillräckligt kraftigt för att den ska betraktas som hotad. Internationella naturvårdsunionen IUCN listar arten som livskraftig (LC).